# ۲۴ کاپریس برای تک‌نوازی ویولن (پاگانینی)

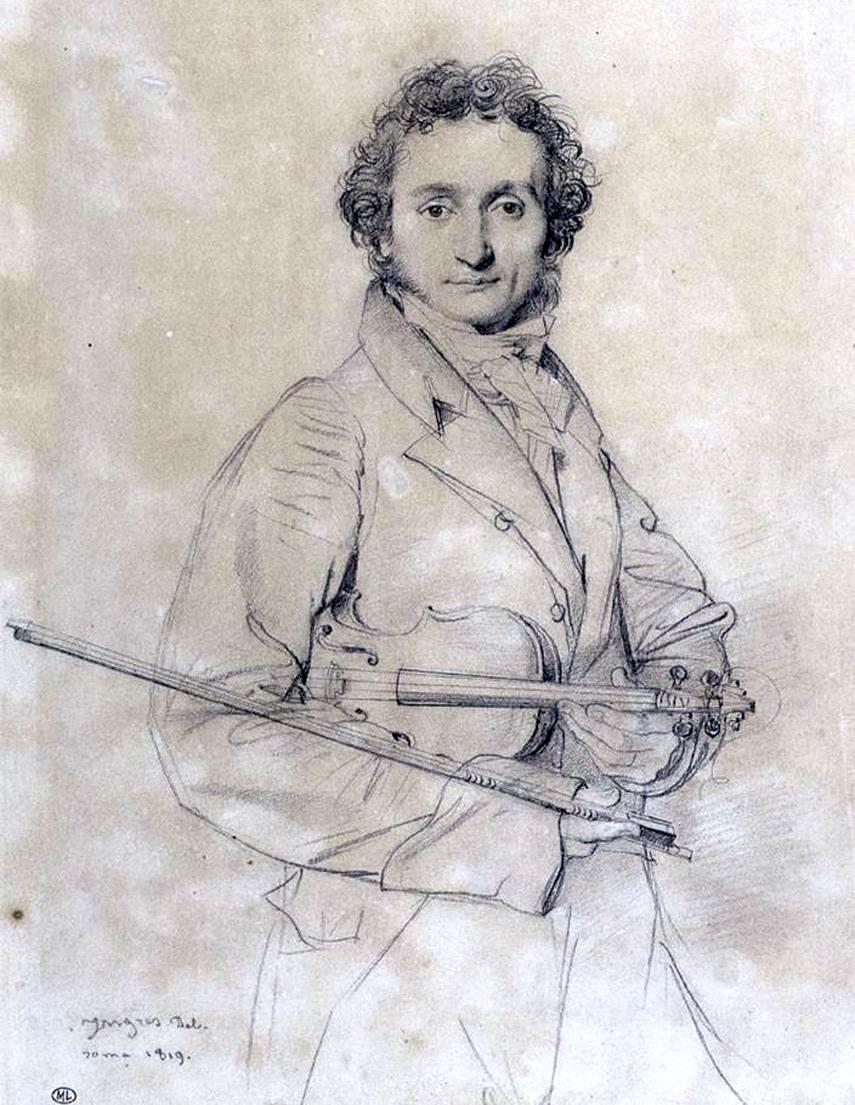
نیکولا پاگانینی

۲۴ کاپریس برای ویولنِ تک، اپوس شماره یک، اثر نیکولو پاگانینی، یکی از مشهورترین مجوعه قطعات تکنوازی برای ویولن است. این مجموعه در بینِ سال‌های ۱۸۰۲ و ۱۸۱۷ میلادی در فرمِ اتود توسط پاگانینی تصنیف شد. هر یک از کاپریس‌ها بر رویِ یک مهارتِ ویژه در تکنیکِ نوازندگی ویولن متمرکز شده‌است. در ابتدایِ مجموعه، پاگانینی این مجموعه را به «همه هنرمندان» تقدیم می‌کند. در نسخه شخصی خود، پاگانینی هر یک از کاپریس‌هایِ ۱ تا ۲۳ را به نوازنده یا هنرمندِ خاصی تقدیم می‌کند. در ابتدایِ کاپریسِ شماره ۲۴ به‌جای تقدیم به فرد خاص نوشته‌است: «به نیکولو پاگانینی، افسوس که در خاک شد». کاپریسِ ۲۴ معروف‌ترین قطعه این مجموعه، خود شامل یک ملودی (تِم) و ۱۱ واریاسیون است.

## قطعات
کاپریس شماره ۱ در گامِ می ماژور - معروف به آرپجّو (آرپژ)
کاپریس شماره ۲ در گامِ سی مینور
کاپریس شماره ۳ در گامِ می مینور
کاپریس شماره ۴ در گامِ دو مینور
کاپریس شماره ۵ در گامِ لا مینور
کاپریس شماره ۶ در گامِ سُل مینور
کاپریس شماره ۷ در گامِ لا مینور
کاپریس شماره ۸ در گامِ می بمُل ماژور
کاپریس شماره ۹ در گامِ می ماژور
کاپریس شماره ۱۰ در گامِ سُل مینور
کاپریس شماره ۱۱ در گامِ دو ماژور
کاپریس شماره ۱۲ در گامِ لا بمُل ماژور
کاپریس شماره ۱۳ در گامِ سی بمُل ماژور - معروف به «خنده شیطان»
کاپریس شماره ۱۴ در گامِ می بمُل ماژور
کاپریس شماره ۱۵ در گامِ می مینور
کاپریس شماره ۱۶ در گامِ سُل مینور
کاپریس شماره ۱۷ در گامِ می بمُل ماژور
کاپریس شماره ۱۸ در گامِ دو ماژور
کاپریس شماره ۱۹ در گامِ می بمُل ماژور
کاپریس شماره ۲۰ در گامِ ر ماژور
کاپریس شماره ۲۱ در گامِ لا ماژور
کاپریس شماره ۲۲ در گامِ فا ماژور
کاپریس شماره ۲۳ در گامِ می بمُل ماژور
کاپریس شماره ۲۴ در گامِ لا مینور